# Oberried (Kempten)
Oberried ist eine Einöde sowie ein Ortsteil der kreisfreien Stadt Kempten (Allgäu).
Das Einzelgehöft gehörte zur Hauptmannschaft Mariaberg. Bei der Gemeindebildung 1818 wurde Oberried der Ruralgemeinde Sankt Lorenz zugeschlagen, wurde aber zum 24. April 1934 mit einigen benachbarten Siedlungen aus Sankt Lorenz ausgegliedert und in die Stadt Kempten eingemeindet, und gehört in der Folge auch zur Gemarkung Kempten.
1380 hat ein Hof im Ried ein Triebrecht im Stadtallmey erhalten. 1447 wurde eine Brunnenleitung im Ried erwähnt.

## Benachbarte Ortschaften
- Unterried
- Johannisried